# イオンモール新居浜
イオンモール新居浜（イオンモールにいはま）は、愛媛県新居浜市前田町に立地するイオンモール株式会社運営の愛媛県初出店ショッピングセンターである。県内最大規模（愛媛県1位、四国地方2位、中四国地方5位）の店舗面積を誇る大型イオンモール。商圏人口は約34.4万人（自動車で50分圏）。2023年には大規模リニューアルを行った。

## 概要
2001年6月30日に『イオン新居浜ショッピングセンター』として開業した。建物は3階建てのセンターモール・サウスモール（1・2階にテナントが入居、3階・屋上が駐車場）と、2階建てのノースモール（1・2階にテナントが入居、屋上が駐車場）によって構成されている。後から建てられたノースモールは、イオン新居浜店と2階部分で繋がっており、ノースモール1階部分は大半を駐車場として、テナントは4店舗(ノースモールオープン当初は3店舗)に絞られている。イオンスタイル新居浜店を中核に120の専門店テナントが出店している。
モール建設前には住友金属鉱山および住友林業の社宅群が立地していた。イオングループは関連企業にダイヤモンドシティを持ち、三菱商事との関係が強い企業グループであったが、住友系企業とのタイアップということで注目された。
2007年9月22日より、イオンモールが運営するショッピングセンターの施設名称を一部のショッピングセンターを除いて「イオンモール」に統一するのに伴い、施設名称は「イオン新居浜ショッピングセンター」から「イオンモール新居浜」に変更された。
2010年11月26日には、第1期リニューアルによって「ノースモール」が新たに増床オープンした。増床前の該当敷地には、隣接するリーガロイヤルホテル新居浜運営のリーガアクアガーデンが存在した。ノースモールの北側には、「せとうちガーデン」と呼ばれる瀬戸内の島々をイメージした小規模な公園が設置されている。
さらに、2011年4月22日のリニューアルグランドオープンでは、サウスモールの1階（2001年オープン当初はメガマート→その後キッズ共和国プラスに変更）に旧・デオデオ→現・エディオンが出店するなど、大規模なリニューアルが行われている。閉店したシアトルズベストコーヒー跡には東予地区第1号店となるスターバックスコーヒーが出店した。
開業から22年が経過した2023年には、2011年以来の大規模リニューアルを実施。核テナントのイオン新居浜店の業態をファミリー向け業態であるイオンスタイルに変更し、新規15店舗の出店、41店舗の移転改装リニューアルを伴う店舗刷新を行った。

## 主なテナント
出店テナント全店の一覧・詳細情報は公式サイト「ショップガイド」を、営業時間およびATMを設置する金融機関の詳細は公式サイト「営業時間・サービス案内」を参照。
- イオンスタイル新居浜店（旧・ジャスコ新居浜店→イオン新居浜店、1階・2階）
- TOHOシネマズ新居浜（シネマコンプレックス、サウスモール2階） - 2001年6月30日に「新居浜TOHOプレックス」（東宝関西興行の経営・運営）として開館したが、2008年3月1日に経営・運営がTOHOシネマズに譲られている。その後2009年11月9日にから改装休館し、同月14日にTOHOシネマズブランドとしてリニューアルオープンした。

## 交通

### 自動車
愛媛県道13号壬生川新居浜野田線（平和通り）が近い。
松山自動車道 新居浜IC・いよ西条ICから車で15分。

### 公共交通機関
瀬戸内運輸（せとうちバス）により新居浜駅・伊予西条駅などからの路線が運行されている。詳細は公式サイト「アクセスガイド」を参照。

## エリア放送
ハートネットワークが地上一般放送事業者として、2012年（平成24年）10月3日に地上一般放送局7局の免許を取得、イオンモール新居浜には2局を設置しワンセグ放送を開始した。
2013年（平成25年）3月31日が免許の有効期限であったが、再免許されたのは4局で4月1日からイオンモール新居浜では1局が放送を継続していた。
2019年（令和元年）11月30日には2局を廃局、イオンモール新居浜の1局も廃局し、ここでのエリア放送は廃止された。
| 免許人                      | 局名                          | 呼出符号     | 物理チャンネル | 周波数        | 空中線電力 | ERP   |
| --------------------------- | ----------------------------- | ------------ | -------------- | ------------- | ---------- | ----- |
| 株式会社 ハートネットワーク | ハートネットワークエリア放送5 | JOXZ9AE-AREA | 34ch           | 599.142857MHz | 10mW       | 650μW |
| 株式会社 ハートネットワーク | ハートネットワークエリア放送6 | JOXZ9AF-AREA | 34ch           | 599.142857MHz | 10mW       | 390μW |

### 県内のショッピングセンター
- エミフルMASAKI（伊予郡松前町、2008年開業）
- イオンモール今治新都市（今治市、2016年開業。愛媛県内2つ目のイオンモール）